# Ville-le-Marclet
Ville-le-Marclet là một xã ở tỉnh Somme, vùng Hauts-de-France, Pháp.
Thị trấn này có cự ly khoảng 15 dặm Anh (24 km) về phía tây bắc của Amiens, trên đường D159.

## Dân số
| 1962                                                  | 1968 | 1975 | 1982 | 1990 | 1999 |
| ----------------------------------------------------- | ---- | ---- | ---- | ---- | ---- |
| 472                                                   | 485  | 556  | 512  | 508  | 511  |
| Số liệu dân số từ năm 1962, dân số không tính hai lần |      |      |      |      |      |